# Tiago Monteiro
Tiago Vagaroso da Costa Monteiro (Oporto, Portugal; 24 de julio de 1976) es un piloto de automovilismo portugués. Actualmente corre en Campeonato Mundial de Turismos/Copa Mundial de Turismos, donde ha resultado quinto en 2010 y 2014, y sexto en 2011.

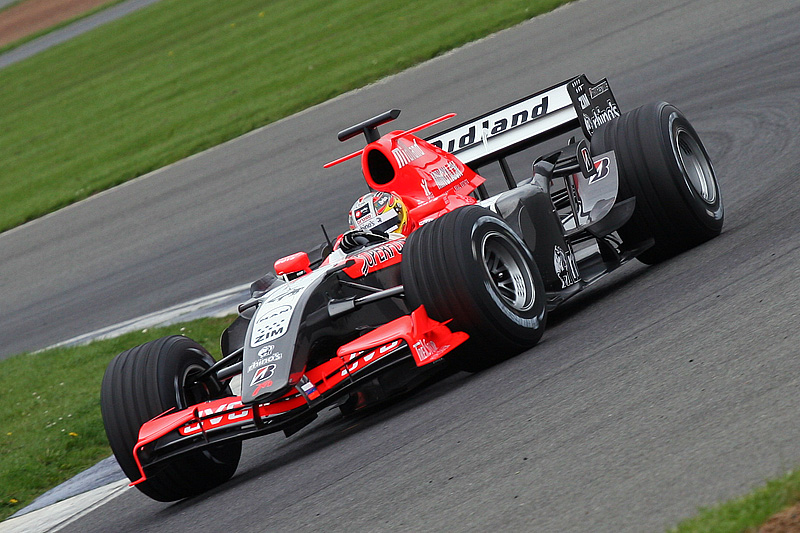
Monteiro en la pretemporada de Midland de 2006.

## Carrera deportiva

### Comienzos
Monteiro fue impulsado por su padre para participar en el deporte motor, y ya en 1997 compitió en la Porsche Carrera Cup de Francia. Cinco victorias y otras tantas posiciones de cuerda le permitieron alzarse con el campeonato de clase "B", y con el título de novato del año.
En 1998, pasó al Campeonato de Francia de Fórmula 3, finalizando la temporada en el 12.º lugar y llevándose una vez más el reconocimiento al mejor debutante del año. Tras permanecer en la categoría, en 1999 obtuvo una victoria y otros tres podios para concluir en el sexto lugar del campeonato. Por otra parte, compitió en las 24 Horas de Le Mans, terminando en el 16.º lugar de la general y en el 6.º de la clase GT2. En las Finales Internacionales Renault que se llevaron a cabo en Estoril, Monteiro se alzó con la victoria tras haber logrado la pole position y la mejor vuelta en carrera.
El portugués siguió compitiendo en la F3 francesa, finalizando segundo en 2000 y 2001. Además, llegó segundo en el Gran Premio de Pau de Fórmula 3 de 2000, y quinto en el Masters de Fórmula 3 de 2001.
En 2002, Monteiro dio el salto a la Fórmula 3000 Internacional con el equipo Super Nova. En doce carreras, logró apenas un quinto lugar como único resultado puntuable, y quedó 13.º en el campeonato.
El portugués se mudó a Estados Unidos en 2003, y disputó la CART Champ Car World Series con el equipo Fittipaldi-Dingman. Puntuó en cinco carreras de 18, destacándose un sexto lugar y un séptimo, para finalizar 15.º.
En el año 2004, Monteiro volvió a Europa y compitió en la Nissan World Series con Carlin Motorsport. Fue nombrado mejor piloto principiante del año al acabar segundo en el campeonato. En paralelo, fue piloto de pruebas de la Fórmula 1 para Minardi.

### Fórmula 1
Monteiro participó por primera vez en la Fórmula 1 como piloto oficial en la escudería Jordan, en la temporada 2005 junto al piloto Narain Karthikeyan. Acabó 16.º y además obtuvo su primer y único podio en el Gran Premio de los Estados Unidos de 2005 donde solamente participaron 6 pilotos.

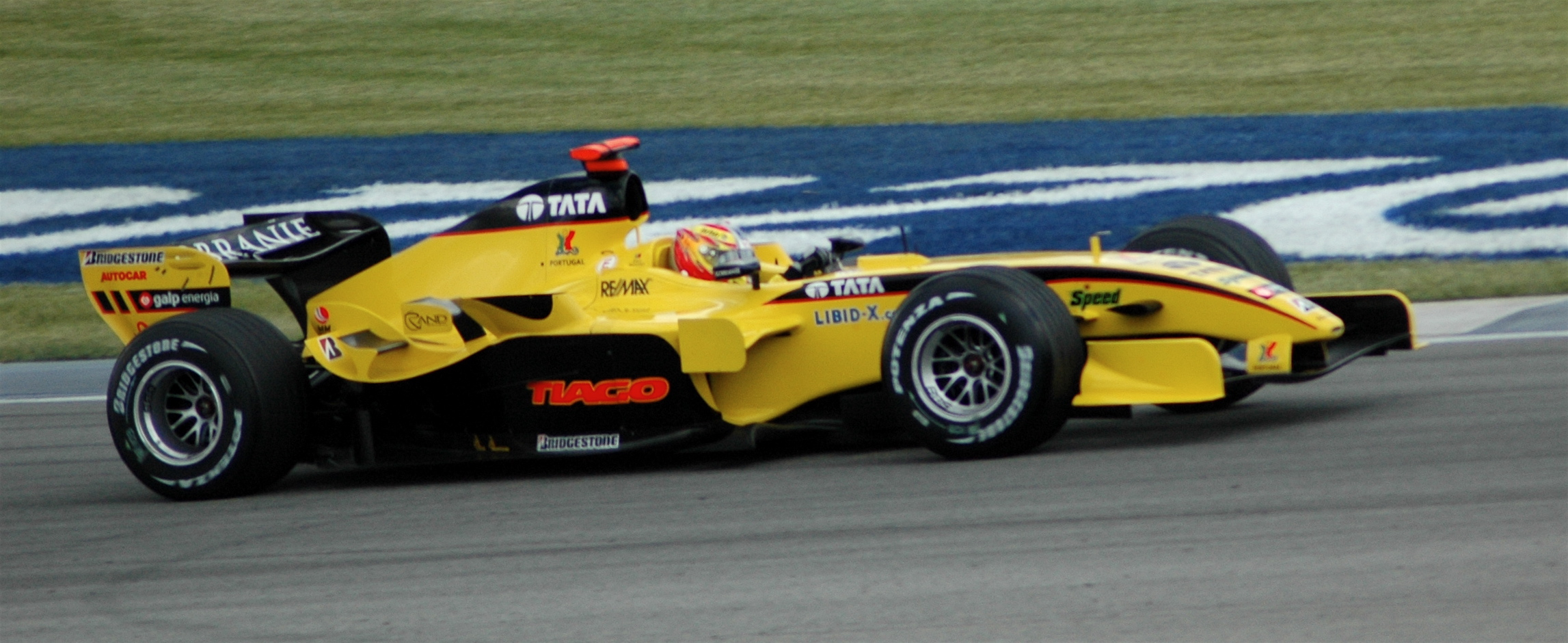
Monteiro en el Gran Premio de los Estados Unidos de 2005, donde acabó tercero.

Solamente tuvo que retirarse en el Gran Premio de Brasil de 2005 por problemas de motor. Es el primer portugués en subir a un podio de Fórmula 1.
Después de que Jordan fuera comprada por la compañía Midland en 2006, Tiago continuó con el nuevo equipo, Midland-Toyota, junto con el neerlandés Christijan Albers, en una campaña muy competida entre ambos, pero siempre aspirando a posiciones retrasadas en la clasificación.
Con la llegada de Spyker F1 renombrando al equipo en 2007 y la compra de motores Ferrari, Adrian Sutil obtuvo el segundo asiento oficial en detrimento de Tiago, por lo que se quedó fuera de la F1.

### Turismos y deportivos
A inicios de 2007 comienza a disputar la Campeonato Mundial de Turismos para el equipo oficial SEAT. Ya en su primer año logró tres podios con un Seat León, mientras que en 2008 llegó su primera victoria.
En 2010, Seat se retiró del certamen y Monteiro pasó a correr con Sunred. Logró dos victorias y cinco podios, por lo que terminó quinto en el campeonato. En 2011, el portugués terminó tercer tres veces y puntuó en 13 carreras de 24, por lo que alcanzó la sexta colocación final.
El piloto disputó las primeras nueve fechas del Campeonato Mundial de Turismos 2012 con un SEAT León de SUNRED, y las últimas con un Honda Civic oficial, quedando noveno en la tabla general.

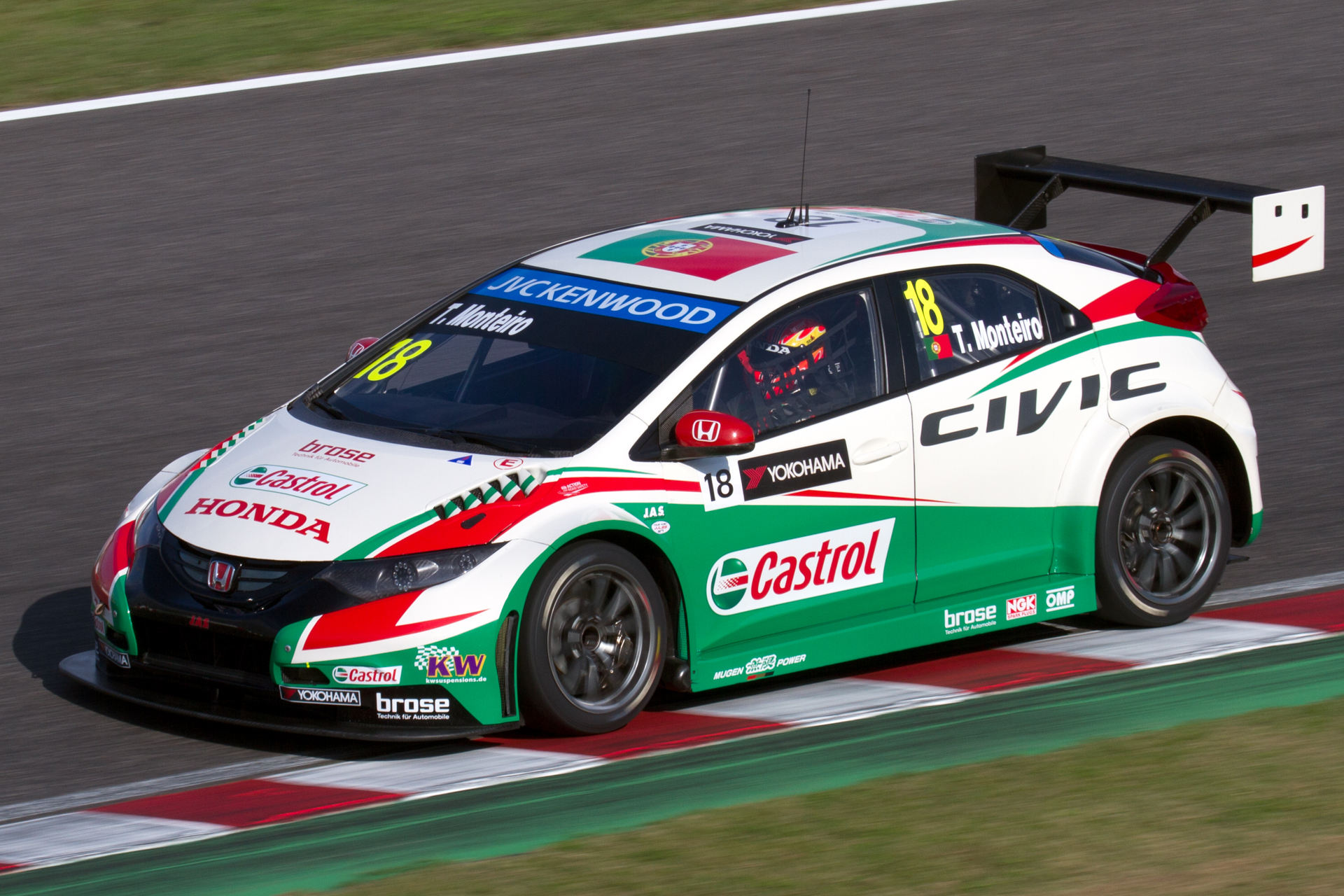
Tiago Monteiro en 2014.

En 2013, Monteiro se convirtió en piloto titular de Honda. Acumuló una victoria y cinco podios, de modo que culminó el año en la octava posición. Al año siguiente, Monteiro logró cinco podios, consiguiendo el quinto puesto en el campeonato de pilotos.
Monteiro disputó las 24 Horas de Le Mans de 2015 en la clase MP1 con el equipo ByKolles. En el WTCC fue quinto sin triunfos.
En 2016 finalizó tercero en el campeonato de turismos. A mediados de 2017 sufrió un grave accidente en Montmeló que lo dejó más de un año sin correr. En ese momento era líder del torneo.
Volvió al mundial, ahora WTCR, en la anteúltima ronda de 2018. En la temporada siguiente integró el equipo KCMG, ganando una carrera en Portugal, y en 2020 pasó al equipo principal de Honda, el Münnich Motorsport.

## Resultados

### Fórmula 1
(Clave) (negrita indica pole position) (cursiva indica vuelta rápida)

| Año     | Escudería         | 1      | 2      | 3       | 4      | 5      | 6      | 7      | 8      | 9      | 10      | 11      | 12      | 13     | 14      | 15      | 16      | 17      | 18     | 19     | Pos. | Puntos |
| ------- | ----------------- | ------ | ------ | ------- | ------ | ------ | ------ | ------ | ------ | ------ | ------- | ------- | ------- | ------ | ------- | ------- | ------- | ------- | ------ | ------ | ---- | ------ |
| 2005    | Jordan Grand Prix | AUS 16 | MYS 12 | BHR 10  | SMR 13 | ESP 12 | MON 13 | EUR 15 | CAN 10 | USA 3  | FRA 13  | GBR 17  | GER 17  | HUN 13 | TUR 15  | ITA 17  | BEL 8   | BRA Ret | JPN 13 | CHN 11 | 16.º | 7      |
| 2006    | MF1 Racing        | BHR 17 | MYS 13 | AUS Ret | SMR 16 | EUR 12 | ESP 16 | MON 15 | GBR 16 | CAN 14 | USA Ret | FRA Ret | GER DSQ | HUN 9  | TUR Ret |         |         |         |        |        | 21.º | 0      |
| 2006    | Spyker MF1 Team   |        |        |         |        |        |        |        |        |        |         |         |         |        |         | ITA Ret | CHN Ret | JPN 16  | BRA 15 |        | 21.º | 0      |
| Fuente: |                   |        |        |         |        |        |        |        |        |        |         |         |         |        |         |         |         |         |        |        |      |        |

### TCR Internacional Series
(Clave) (negrita indica pole position) (cursiva indica vuelta rápida)

| Año  | Equipo            | Auto                         | 1   | 2   | 3   | 4   | 5   | 6   | 7   | 8   | 9   | 10  | 11  | 12  | 13  | 14  | 15  | 16  | 17  | 18  | 19  | 20  | 21  | 22  | Pos. | Pts. |
| ---- | ----------------- | ---------------------------- | --- | --- | --- | --- | --- | --- | --- | --- | --- | --- | --- | --- | --- | --- | --- | --- | --- | --- | --- | --- | --- | --- | ---- | ---- |
| 2016 |                   |                              | BHR | BHR | POR | POR | BEL | BEL | ITA | ITA | AUT | AUT | ALE | ALE | RUS | RUS | THA | THA | SGP | SGP | MYS | MYS | MAC | MAC | 16.º | 23   |
| 2016 | West Coast Racing | Honda Civic Type-R TCR (FK2) |     |     |     |     |     |     |     |     |     |     |     |     |     |     |     |     |     |     |     |     | 3   | 1   | 16.º | 23   |

### Copa Mundial de Turismos
(Clave) (negrita indica pole position) (cursiva indica vuelta rápida)

| Año  | Equipo                         | Auto                         | 1   | 2   | 3   | 4   | 5   | 6   | 7   | 8   | 9   | 10  | 11  | 12  | 13  | 14  | 15  | 16  | 17  | 18  | 19  | 20  | 21  | 22  | 23  | 24  | 25  | 26  | 27  | 28  | 29  | 30  | Pos. | Pts. |
| ---- | ------------------------------ | ---------------------------- | --- | --- | --- | --- | --- | --- | --- | --- | --- | --- | --- | --- | --- | --- | --- | --- | --- | --- | --- | --- | --- | --- | --- | --- | --- | --- | --- | --- | --- | --- | ---- | ---- |
| 2018 |                                |                              | MAR | MAR | MAR | HUN | HUN | HUN | ALE | ALE | ALE | NED | NED | NED | POR | POR | POR | SVK | SVK | SVK | CHN | CHN | CHN | CHW | CHW | CHW | JAP | JAP | JAP | MAC | MAC | MAC | -    | 0    |
| 2018 | Boutsen Ginion Racing          | Honda Civic Type-R TCR (FK8) |     |     |     |     |     |     |     |     |     |     |     |     |     |     |     |     |     |     |     |     |     |     |     |     | 15  | 15  | 11  |     |     |     | -    | 0    |
| 2019 |                                |                              | MAR | MAR | MAR | HUN | HUN | HUN | SVK | SVK | SVK | NED | NED | NED | ALE | ALE | ALE | POR | POR | POR | CHN | CHN | CHN | JAP | JAP | JAP | MAC | MAC | MAC | MYS | MYS | MYS | 20°  | 109  |
| 2019 | KCMG                           | Honda Civic Type-R TCR (FK8) | 6   | 8   | Ret | 18  | Ret | 16  | 17  | 16  | 17  | 19  | 23  | 19  | 16  | 14  | 17  | 23  | 10  | 1   | 21  | Ret | Ret | 3   | 6   | 15  | 15  | 18  | 19  | Ret | 12  | 6   | 20°  | 109  |
| 2020 |                                |                              | BEL | BEL | ALE | ALE | SVK | SVK | SVK | HUN | HUN | HUN | ESP | ESP | ESP | ARA | ARA | ARA |     |     |     |     |     |     |     |     |     |     |     |     |     |     | 15°  | 79   |
| 2020 | ALL-INKL.DE Münnich Motorsport | Honda Civic Type-R TCR (FK8) | Ret | 19  | 8   | 9   | 13  | 9   | 17† | 14  | 9   | 2   | 14  | 12  | Ret | 20† | 10  | 11  |     |     |     |     |     |     |     |     |     |     |     |     |     |     | 15°  | 79   |
| 2021 |                                |                              | ALE | ALE | POR | POR | ESP | ESP | HUN | HUN | CZE | CZE | FRA | FRA | ITA | ITA | RUS | RUS |     |     |     |     |     |     |     |     |     |     |     |     |     |     | 17°  | 75   |
| 2021 | ALL-INKL.DE Münnich Motorsport | Honda Civic Type-R TCR (FK8) | 1   | 8   | 4   | 18  | 20  | 14  | 10  | 11  | 16  | 12  | Ret | 12  | 17  | 15  | WD  | WD  |     |     |     |     |     |     |     |     |     |     |     |     |     |     | 17°  | 75   |
| 2022 |                                |                              | FRA | FRA | ALE | ALE | HUN | HUN | ESP | ESP | POR | POR | ITA | ITA | ALS | ALS | BAR | BAR | ARA | ARA |     |     |     |     |     |     |     |     |     |     |     |     | 15.º | 70   |
| 2022 | Liqui Moly Team Engstler       | Honda Civic Type-R TCR (FK8) | 15  | 10  | C   | C   | 16  | 15  | 14  | 15  | 11  | Ret | 11  | 11  | 9   | 6   | 12  | 12  | 13  | 9   |     |     |     |     |     |     |     |     |     |     |     |     | 15.º | 70   |